# Влюбени
„Влюбени“ (на италиански: Amanti) е италиански драматичен филм, излязъл по екраните през 1968 година, режисиран от Виторио Де Сика с участието на Марчело Мастрояни и Фей Дънауей.

## Сюжет
Богатата модна дизайнерка Джулия се уморява да живее, защото страда от злокачествен рак. Тя среща младия и жизнен Валерио. Двамата незабавно се влюбват, но Джулия не разкрива тайната си на Валерио. Когато Валерио установява, че е болна и умира, той решава да се преструва, че не знае нищо, продължавайки любовната си връзка с Джулия докрай.

## В ролите
| Актьор            | Роля                |
| ----------------- | ------------------- |
| Марчело Мастрояни | Валерио             |
| Фей Дънауей       | Джулия              |
| Каролине Мортимър | Меги                |
| Енрико Симонети   | Домакин на партито  |
| Карин Ею          | Гризелда            |
| Есмералда Русполи | Съпругата на Аторни |
| Ивон Гилбърт      | Мари                |
| Мирела Памфили    | Гост на партито     |